# Tobipuranga longicornis
Tobipuranga longicornis là một loài bọ cánh cứng trong họ Cerambycidae.